# 福建达利集团
福建达利食品集团有限公司(Fujian Dali Group Co., Ltd.，港交所除牌前：3799.HK)是一个中国食品公司，总部在福建省泉州市惠安县。達利前身為惠安美利民政食品廠，1989年在福建開始生產餅乾。
2015年11月19日，達利食品以5.25港元定價，發行16.941175億股，集資淨額約86.46億港元, 該公司股份20日於香港交易所掛牌上市，首日收市價5.00港元, 較招股價低4.76%, 市值684.71億港元，創辦人許世輝女兒許陽陽持有Divine Foods四成權益，而Divine Food持有達利85%股權，故許陽陽實際擁有達利34%股權。
截至2017年，達利食品的營收達198億元人民幣，純利為34.3億元；全國擁有16個生產基地，其中32間食品及飲料工廠，逾550條高度自動化生產線。
2023年6月21日，達利食品股份临时停牌。6月27日，许世辉名下的融世國際宣布私有化達利食品，并建议撤销上市地位。6月28日，達利食品复牌。9月1日，该公司从港交所退市除牌。

## 旗下品牌
- 好吃點餅乾
- 和其正涼茶
- 達利園麵包

- 達利園饮料
- 樂虎功能飲料
- 藍蒂堡曲奇
- 可比克薯片
- 豆本豆豆奶
- 美焙辰面包

## 事件
2018年8月，江苏省淮安市一消费者购买了达利食品生产的可比克薯片，因其包装上的活动无法参与而进行投诉。经调查，达利食品所产可比克薯片罐体上的文字“达利食品集团将联合中国非物质文化遗产公益基金发起‘快乐助非遗，红包抢不停’公益行动”、“消费者选择助达利食品集团进行捐助的金额，将由达利食品集团全部捐赠给中国文化保护基金会”中的相关机构均为未在民政部门登记的社会团体。涟水县市场监管局办案人员指出，达利食品以“捐赠非遗项目的旗号推销商品，欺骗消费者”，违反了《中华人民共和国广告法》的相关规定。并查明参与活动的可比克薯片已经销售9182.6万罐，每罐广告费为0.1元，合计广告费用为918.26万元。涟水县市场监管局于2019年6月17日下达行政处罚决定书，决定对达利食品处以3673.04万元人民币的罚款，上缴国库。对此，该公司负责人称，可比克与中国文物保护基金会以及第三方服务公司的协议约定开展的公益有奖销售活动。在活动截止之后，达利食品已经将全部善款捐赠至中国文物保护基金会，该基金会已经开具了收款发票。该公司还表示，由于印刷供应商工作人员的疏忽，导致包装印刷出现了一些失误，但公益活动为真实有效的。达利食品已就疏忽事件向公众致歉，并表示积极组织整改，同时寻求法律途径捍卫自身权利。